# Gool! III: Finala
Gool! III: Finala (cunoscut simplu și ca Goal! III) este cel de-a treia parte din trilogia de filme despre fotbal Goal!, regizat de Andrew Morahan, scenarizat și produs de Mike Jefferies , care a lucrat și la primele două filme. Spre deosebire de cele două predecesare ale sale, acest film nu a avut parte de o lansare în cinematografe, fiind în schimb lansat pe 15 iunie 2009 strict pe DVD și Blu-ray și Regatul Unit.

## Distribuție
- Leo Gregory în rolul lui Charlie Braithwaite
- JJ Feild în rolul lui Liam Adams
- Kuno Becker în rolul lui Santiago Muñez
- Nick Moran în rolul lui Nick Ashworth
- Tamer Hassan în rolul lui Ronnie
- Kasia Smutniak în rolul lui Sophia Tardelli
- Anya Lahiri în rolul lui June
- Wendy McGregor Fitzsimmons în rolul lui Sue
- David Hagan în rolul lui David Beckham
- Andrew Knox în rolul unui suporter Trinidad și Tobago
- Kaycee Uwa în rolul unui suporter Trinidad și Tobago
- George Nwaeze în rolul unui suporter Trinidad și Tobago
- Tochi în rolul unui suporter Trinidad și Tobago
- Míriam Colón – Mercedes (nemenționată)

### Cameo
În film au avut apariții cameo următorii fotbaliști profesioniști și oficiali din fotbal:
- Esteban Cambiasso
- Horacio Elizondo (Arbitru FIFA)
- John Aloisi
- Tim Cahill
- Frank De Bleeckere (Arbitru FIFA)
- Kaká
- Ronaldo
- Milan Baroš
- Ulises de la Cruz
- Agustín Delgado
- Iván Kaviedes
- Cristian Mora
- David Beckham
- Michael Carrick
- Jamie Carragher
- Ashley Cole
- Joe Cole
- Peter Crouch
- Rio Ferdinand
- Steven Gerrard
- Owen Hargreaves
- Frank Lampard
- Aaron Lennon
- Gary Neville
- Paul Robinson
- Wayne Rooney
- John Terry
- Thierry Henry
- Emmanuel Petit
- David Trezeguet
- Miroslav Klose
- Fabio Cannavaro
- Filippo Inzaghi
- Gerardo Torrado
- Rafael Márquez
- Javier Hernandez
- Ruud van Nistelrooy
- Ricardo Carvalho
- Maniche
- Fernando Meira
- Miguel
- Hélder Postiga
- Ricardo
- Cristiano Ronaldo
- Simão
- Ronaldinho
- Luis García
- Fernando Torres
- Xavi
- Henrik Larsson
- Fredrik Ljungberg
- Marcus Allbäck
- Zé Roberto
- Massimo Busacca (Arbitru FIFA)